# Sistema de Ligas de basquetebol da Espanha
O Sistema de Ligas de basquetebol da Espanha ou Pirâmide de Ligas do basquetebol Espanhol é uma série de ligas profissionais de basquetebol na Espanha conectadas. O sisteman possui formato hierárquico de promoção e rebaixamento englobando competições em diferentes níveis.

## Masculino
Os homens competem em cinco diferentes níveis de competição na pirâmide - o 1º nível Liga ACB, o 2º nível LEB oro, 3º nível LEB plata, 4º nível Liga EBA e o 5º nível Primera División, que compreende as divisões inferiores regionais.
Liga ACB é organizada pela Associación de Clubs de Baloncesto. As Ligas LEB e a Liga EBA são organizadas pela Federação Espanhola de Basquetebol. As divisões inferiores são organizadas pelas federações regionais.

### As Divisões
Para a Temporada 2014–15, as divisões do basquete espanhol são as seguintes:
| Nível | Liga                                         | Liga                                         | Liga                                         | Liga                                         | Liga                                         |
| ----- | -------------------------------------------- | -------------------------------------------- | -------------------------------------------- | -------------------------------------------- | -------------------------------------------- |
| 1     | Liga ACB (18 equipes) (antiga Liga Nacional) | Liga ACB (18 equipes) (antiga Liga Nacional) | Liga ACB (18 equipes) (antiga Liga Nacional) | Liga ACB (18 equipes) (antiga Liga Nacional) | Liga ACB (18 equipes) (antiga Liga Nacional) |
| 2     | LEB Ouro (14 equipes)                        | LEB Ouro (14 equipes)                        | LEB Ouro (14 equipes)                        | LEB Ouro (14 equipes)                        | LEB Ouro (14 equipes)                        |
| 3     | LEB Prata (16 equipes)                       | LEB Prata (16 equipes)                       | LEB Prata (16 equipes)                       | LEB Prata (16 equipes)                       | LEB Prata (16 equipes)                       |
| 4     | Liga EBA Grupo A                             | Liga EBA Grupo B                             | Liga EBA Grupo C                             | Liga EBA Grupo D                             | Liga EBA Grupo E                             |
| 5     | Primera División                             | Primera División                             | Primera División                             | Primera División                             | Primera División                             |
|       | Divisões Regionais                           |                                              |                                              |                                              |                                              |

- 1ª División (15 groups, distribuído um grupo por Comunidade Autônoma exceto País Basco, La Rioja e Navarra que compartilham do mesmo grupo, na Catalunha é conhecido por Copa Catalunya.

#### Divisões Regionais
| Comunidade                    | Nível 5                               | Nível 6                                  | Nível 7                                  | Nível 8                                | Nível 9                         |
| ----------------------------- | ------------------------------------- | ---------------------------------------- | ---------------------------------------- | -------------------------------------- | ------------------------------- |
| Andaluzia                     | 1ª División (22 times)                | Ligas Provincianas                       | Ligas Provincianas                       | Ligas Provincianas                     | Ligas Provincianas              |
| Aragão                        | 1ª División (10 times)                | 1ª Aragonesa (16 times)                  | 2ª Aragonesa (23 times)                  | 3ª Aragonesa (16 times)                | Ligas Provincianas              |
| Astúrias                      | 1ª División (9 times)                 | 1ª Autonómica (13 times)                 | 2ª Autonómica (13 times)                 | -                                      | -                               |
| Ilhas Baleares                | 1ª División (8 times)                 | Ligas Insulares                          | Ligas Insulares                          | Ligas Insulares                        | Ligas Insulares                 |
| País Basco                    | 1ª División (16 times)                | 1ª Autonómica (15 times)                 | Ligas Provincianas                       | Ligas Provincianas                     | Ligas Provincianas              |
| La Rioja                      | 1ª División (16 times)                | 2ª Interautonómica (14 times)            | Sénior Masculina (TBD)                   | -                                      | -                               |
| Navarra                       | 1ª División (16 times)                | 2ª Interautonómica (14 times)            | 1ª Autonómica (12 times)                 | 2ª Autonómica (10 times)               | -                               |
| Ilhas Canárias                | 1ª División (9 times)                 | Ligas Provincianas e Insulares           | Ligas Provincianas e Insulares           | Ligas Provincianas e Insulares         | Ligas Provincianas e Insulares  |
| Cantábria                     | 1ª División (7 times)                 | 1ª Autonómica (18 times)                 | -                                        | -                                      | -                               |
| Castela e Leão                | 1ª División (8 times)                 | Ligas Provincianas                       | Ligas Provincianas                       | Ligas Provincianas                     | Ligas Provincianas              |
| Castela-La Mancha             | 1ª División (14 times)                | 1ª Autonómica (12 times)                 | 2ª Autonómica (33 times em 4 grupos)     | 3ª Autonómica (11 times)               | None                            |
| Catalunha                     | Copa Catalunya (2 grupos de 16 times) | CC 1ª Categoria (3 grupos de 16 times)   | CC 2ª Categoria (4 grupos de 16 times)   | CC 3ª Categoria (8 grupos de 16 times) | Ligas Provinciais               |
| Comunidade Autónoma de Madrid | 1ª División (24 times)                | 1ª Autonómica A (24 times)               | 1ª Autonómica B (24 times)               | 2ª Autonómica                          | Ligas Locais                    |
| Extremadura                   | 1ª División (2 grupos)                | Ligas Provinciais                        | Ligas Provinciais                        | Ligas Provinciais                      | Ligas Provinciais               |
| Galiza                        | 1ª División (11 times)                | 2ª División (2 grupos de 11 times)       | 3ª División (6 grupos)                   | 4ª División                            | -                               |
| Região da Múrcia              | 1ª División (10 times)                | 1ª Autonómica (21 times em 2 grupos)     | -                                        | -                                      | -                               |
| Comunidade Valenciana         | 1ª División (2 grupos de 12 times)    | Sénior Autonómico (3 grupos de 14 times) | Sénior Preferente (55 times em 4 grupos) | 1ª Zonal (69 times em 5 grupos)        | 2ª Zonal (72 times em 6 grupos) |

## Referencias
1. ↑  Sistema de Ligas na Espanha finslab.enciclopedia.com
2. ↑  Federación Española de Baloncesto - Bases de Competiccion Liga Adecco Oro feb.es
3. ↑  Normativos feb.es